# 利岑县

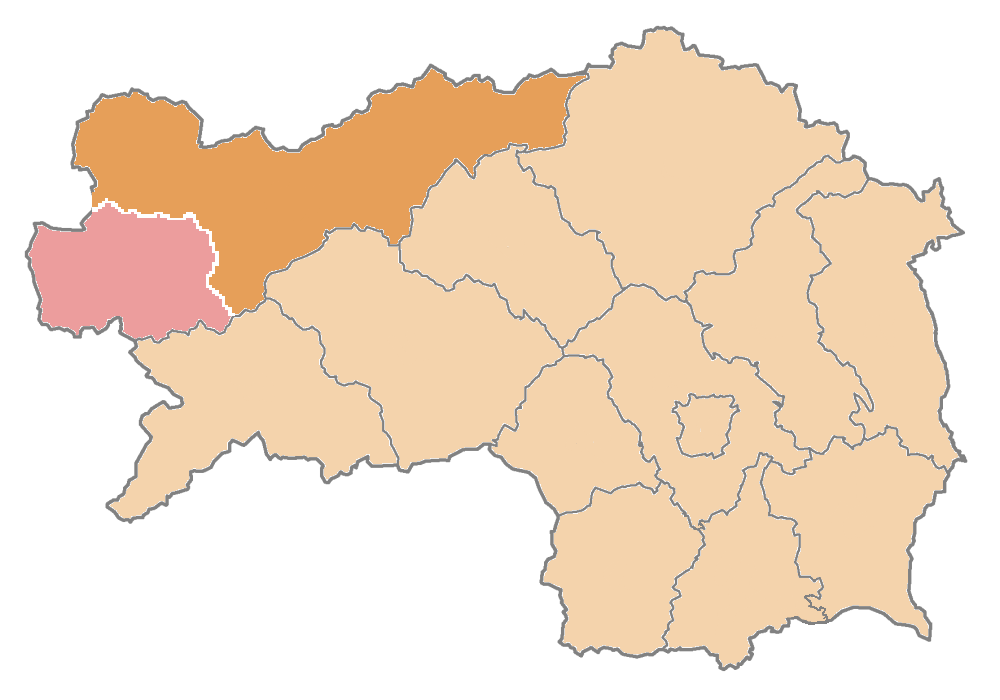
利岑县在施泰爾馬克州的位置

利岑县（德語：Bezirk Liezen）是奥地利施泰爾馬克州所辖的一个县。总面积3270.4平方公里，总人口82235，人口密度25人/平方公里（2001年）。行政中心位于利岑。

## 行政区域
利岑县辖有51个市镇。